# August Nagel (Erfinder)

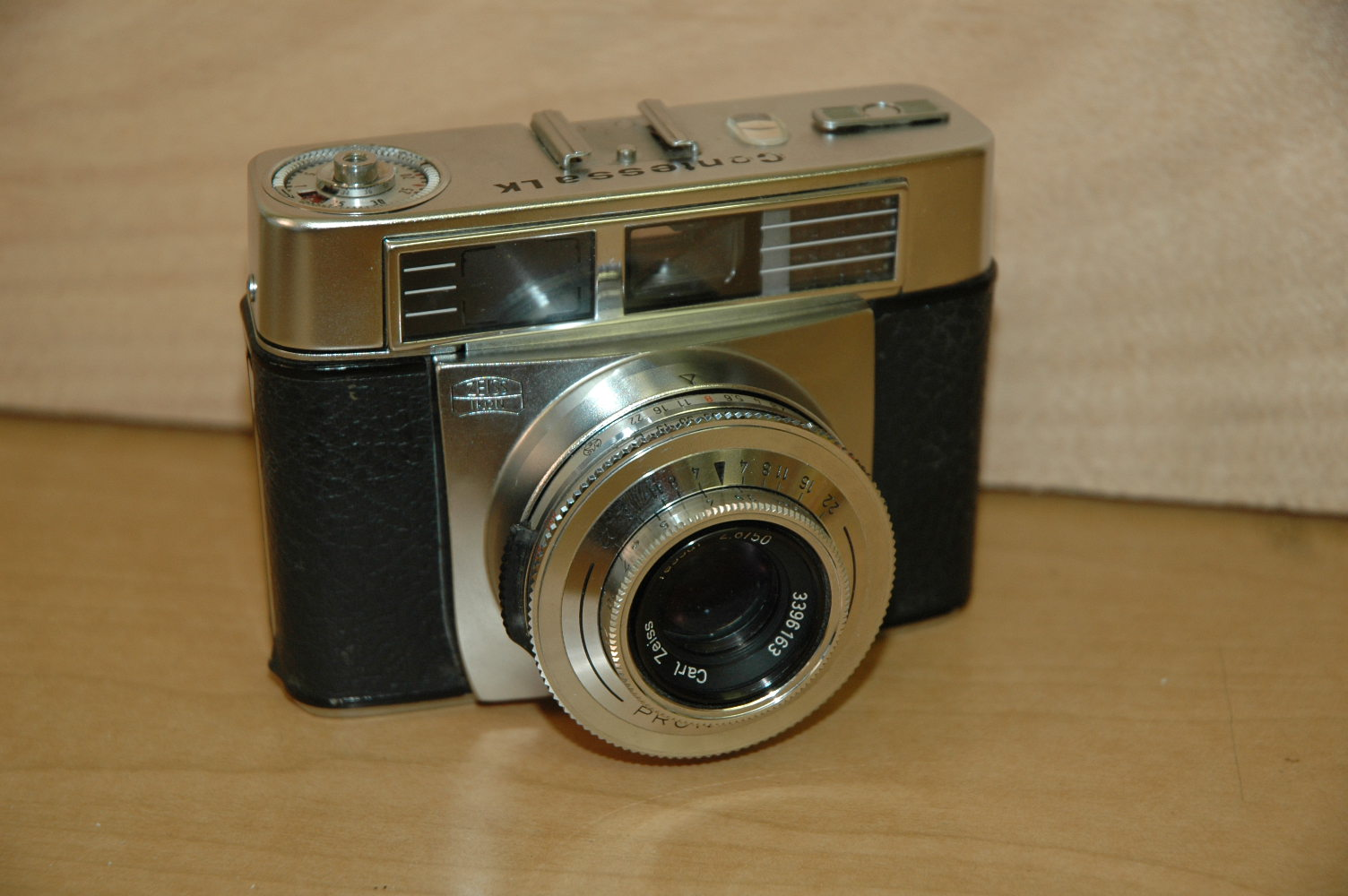
Zeiss Ikon Contessa, Modell LK

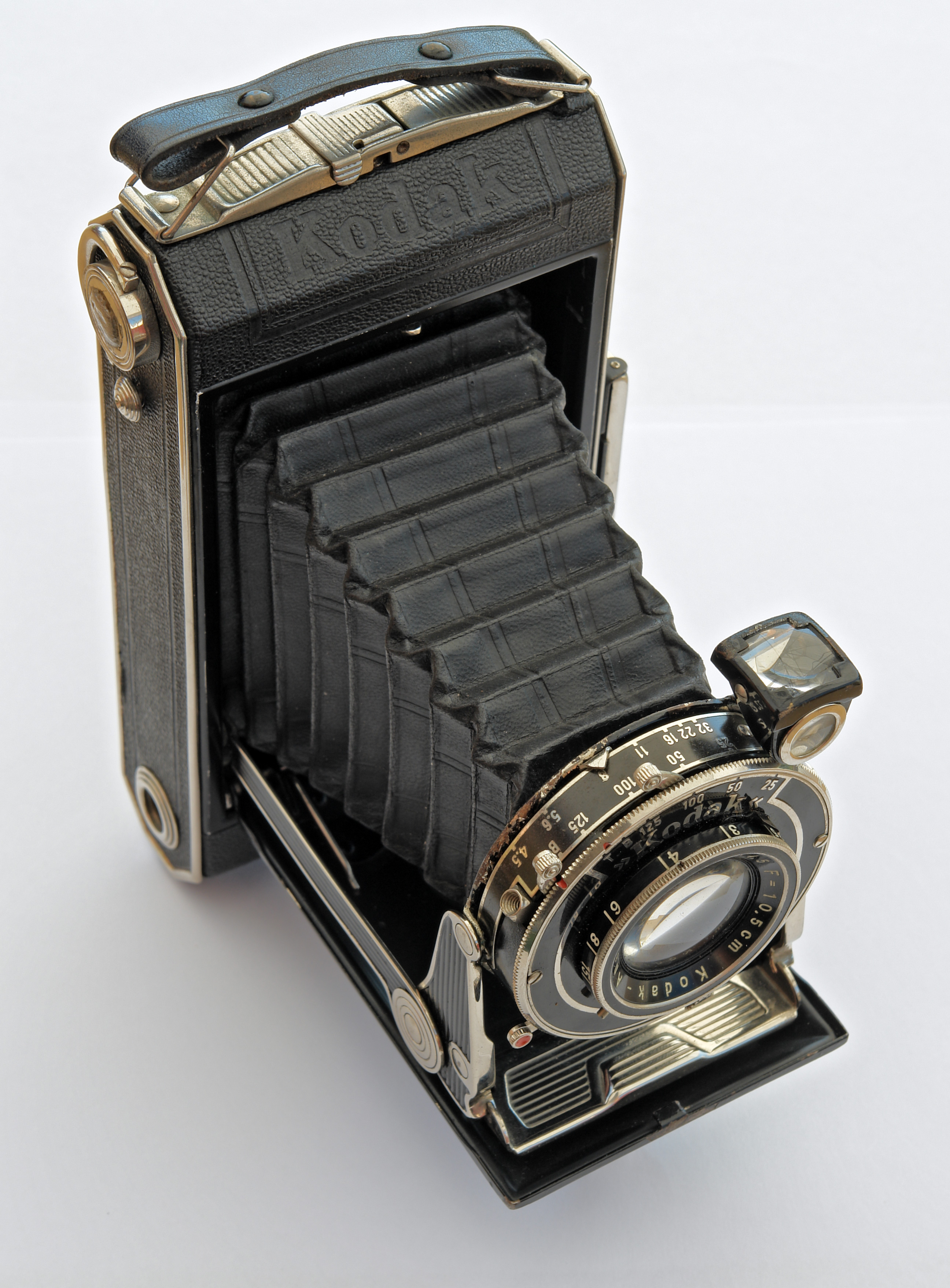
Kodak Vollenda, Modell 620

August Nagel (* 5. Juni 1882 in Pfrondorf; † 30. Oktober 1943 in Stuttgart) war ein deutscher Kamerafabrikant und -konstrukteur.

## Leben
Nagel besuchte nach seiner Lehre in einer kleinen Werkzeugmaschinenfabrik eine Handelsschule und sammelte in verschiedenen Firmen kaufmännische Erfahrungen. Seine gesamte Freizeit widmete er der Fotografie und der Konstruktion von Kameras.
Er gründete 1908, im Alter von 26 Jahren, zusammen mit seinem Freund Carl Drexler die Firma Drexler & Nagel in Stuttgart, die Fotoapparate und Fotobedarf herstellte. Die erste Kamera der jungen Firma war im Jahre 1908 die Contessa Nr. 1 für das Format 4 ½ × 7 cm, die nur 1 cm dick war und nicht mehr als 175 g wog.
Bereits 1909 erfolgte die Umfirmierung in Contessa-Camerawerke Stuttgart. Das sich ständig vergrößernde Werk entwickelte bis 1910 bereits 23 unterschiedliche Modelle, die weltweit exportiert wurden. Als leidenschaftlicher Flugsportler und Ballonfahrer leistete Nagel Pionierarbeit bei der Ideenentwicklung zur Verwendung von Kameras im kartographischen, geographischen und militärischen Bereich. Mit der Atlanta entwickelte er eine spezielle Ballonkamera. In Anerkennung der Arbeiten zur Entwicklung von Ballon- und Fliegerkameras verlieh die Universität Freiburg 1918 dem damals 36-Jährigen ehrenhalber den Titel Dr. phil. rer. nat.
Während des Ersten Weltkriegs musste Nagel seine Fabrik mit 500 Mitarbeitern auf die Rüstungsproduktion umstellen. 1919 übernahm Nagel die Nettel-Camerawerke in Sontheim am Neckar. Er hatte zu diesem Zeitpunkt drei eigene Werke in Stuttgart, Reutlingen und Böblingen und verlagerte Nettels Produktion dorthin. Mit der Rollfilmkamera Picolette für das Format 4 × 6,5 cm (Typ 127) setzte Nagel im Jahre 1919 seine Erfolgsserie fort. Es folgte die Entwicklung der Corarette-Rollfilmkamera mit einem Filmführungsmechanismus, der eine besonders gute Planlage des Films gewährleistete. Mit der Deckrullo-Nettel entwickelte Contessa eine zeitgenössisch populäre Reise- und Pressekamera. Contessa-Nettel mit seinen über 1500 Mitarbeitern wurde 1926 Teil der neu gegründeten Zeiss Ikon AG mit Hauptsitz in Dresden, deren leitender Fabrikationsdirektor Nagel wurde.
Bereits 1928 trennte er sich wieder von Zeiss und gründete die Dr.-August-Nagel-Fabrik für Feinmechanik. In Modellen wie Librette und Recomar setzte Nagel seine Ansprüche handlicher und eleganter Kameras um. Die Zeitschrift Die deutsche Fotoindustrie berichtete 1933 über die Nagel-Werke: „Trotz der wirtschaftlichen Misere in dieser Zeit gelang es Dr. August Nagel, sein neues Unternehmen in kurzer Zeit zu hohem Ansehen zu bringen und seinen Erzeugnissen Weltruhm zu verschaffen.“ 1932 verkaufte er sein Unternehmen an die Kodak AG Berlin, behielt aber große Teile seiner Produktions-Souveränität.
Anfang der 1930er Jahre fand die von Oskar Barnack entwickelte Leica Camera immer größeren Anklang. Allerdings setzte ihr Preis den Stückzahlen noch enge Grenzen. So wird berichtet, dass bis 1933 weltweit nur etwa 16.700 Leicas verkauft werden konnten. Die Kleinbildfotografie war deshalb 1933 noch die Domäne einer Reihe von begüterten Amateurfotografen und von Fachfotografen. So fasste August Nagel den ehrgeizigen Plan, eine Kleinbildkamera für eine breite Käuferschicht zu entwickeln. Nach seiner Vorstellung sollte eine solche Volks-Kleinbildkamera technisch möglichst hochwertig und solide gebaut, dabei aber einfach in der Handhabung sein. Nicht zuletzt sollte ihr Verkaufspreis wesentlich unter dem der bisherigen Kleinbildkameras liegen. Durch die gewonnene finanzielle Kraft und den schlagkräftigen Vertrieb der Kodak AG konnte im Juli 1934 der Öffentlichkeit die Kodak Retina zu dem für eine Kleinbild-Präzisionskamera ebenso sensationellen wie populären Preis von 75 Mark vorgestellt werden, was wesentlich zum Erfolg der Kleinbildfotografie beitrug. Die Kommentare der Fachwelt zeigten, dass man diese Kamera allgemein als voll durchkonstruiert ansah. Umso erstaunlicher, dass Nagel in den folgenden Jahren bei unverändertem Grundkonzept eine ganze Reihe zum Teil wichtiger Verbesserungen in die Konstruktion der Kamera einbringen und auch noch preiswerte Versionen der Retina – die 1939 unter dem Namen Retinette auf den Markt kamen – entwickeln konnte. 1939 befand sich die Produktion eines breiten Kameraprogramms bei Kodak in Stuttgart auf dem Höhepunkt. Neben laufenden Verbesserungen der „Retina“ konnte er, unter anderen Neukonstruktionen, vor allem seine beliebte „Vollenda“-Rollfilmkamera-Serie in vielen Varianten fertigen.
August Nagel verstarb 1943 im Alter von 61 Jahren. Das Nagel-Werk, zu dieser Zeit wieder auf Rüstungsproduktion umgestellt, wurde 1944 bei britischen Luftangriffen beschädigt. Nach dem Krieg wurde das Werk in Stuttgart-Wangen Hauptsitz von Kodak Deutschland. Sein Sohn Helmut Nagel war von 1953 bis 1979 Vorstandsvorsitzender der Kodak-Werke in der BRD.

## Würdigung
Nach August Nagel ist eine Straße im Industriegebiet von Einsingen an der Bundesstraße 311 bei Ulm benannt.

## Werke
- Über den Werdegang der Handcamera. 1918.